# Nemastomella gevia
Espèce
Nemastomella gevia est une espèce d'opilions dyspnois de la famille des Nemastomatidae.

## Distribution
Cette espèce est endémique d'Espagne. Elle se rencontre en Andalousie vers Peal de Becerro, Siles et Santiago-Pontones et au Pays valencien vers Tous.

## Habitat
Cette espèce se rencontre dans des grottes vers l'entrée.

## Description
Le mâle holotype mesure 2,0 mm et les femelles de 2,1 à 2,3 mm.

## Systématique et taxinomie
Cette espèce a été décrite par Prieto en 2004.

## Étymologie
Cette espèce est nommée en l'honneur du GEV (Grupo Espeleológico de Villacarrillo).

## Publication originale
- Prieto, 2004 : « El género Nemastomella Mello-Leitão 1936 (Opiliones: Dyspnoi: Nemastomatidae) en la Península Ibérica, con descripción de la primera especie de Andalucía. » Revista Ibérica de Aracnología, vol. 9, p. 107–121 (texte intégral).